# Sotero Manteli
Sotero Manteli Gorostiza (Vitoria, 22 de abril de 1820-24 de mayo de 1885) fue un escritor e impresor español.

## Biografía
Nació en Vitoria en 1820. Hijo de Agapito Manteli y Martina de Gorostiza y Acedo, heredaría una imprenta que había pertenecido a su abuelo paterno, Baltasar Melchor Jorge de Manteli Arriola.
Fue académico correspondiente de la Real Academia de la Historia. Escribió obras dramáticas, novelescas e históricas. Colaboró, entre otras publicaciones, con la Revista Vascongada, de la que, junto con Francisco Juan de Ayala, había sido miembro fundador; El Ateneo; Revista de las Provincias Euskaras; Euskal-Erria; El Noticiero Bilbaíno, y El Lirio.
En septiembre de 1864, la Diputación de Álava, entonces presidida por Ramón Ortiz de Zárate, le brindó su apoyo para escribir una Colección de leyendas. El anuncio por el que se abría la petición de apoyo al público general, firmado por el propio Ortiz de Zárate, decía así:

El ilustrado literato Sr. D. Sotero de Manteli se propone escribir y publicar una Colección de Leyendas, recopilando las tradiciones populares de todos los pueblos de esta provincia de Álava.

La Diputación general no puede menos de prestar su apoyo a un pensamiento tan laudable, y como para realizarlo sea indispensable contar con el concurso de personas instruidas y amantes del país, le suplica se tome la molestia de formar y remitirla a la mayor brevedad posible, noticia de las tradiciones, cuentos o relatos que se conservan en ese pueblo sobre hechos o sucesos acaecidos en el mismo o su comarca, y principalmente en relación a sus santuarios, castillos, palacios, montes, cuevas etc. etc.

Convendrá que V. escriba estas relaciones en la forma sencilla en que se cuentan en las reuniones de familia, se refieren a los niños y mayores y van pasando, así, de generación en generación.

En esta provincia existe un rico tesoro de tales tradiciones, por lo que es urgente que sean dadas a luz por medio de la imprenta, para que este país de costumbres religiosas, patriarcales y sencillas, sea conocido en su parte más original y pintoresca, que es la referente a las tradiciones, cuentos y leyendas populares.

Manteli falleció el 24 de mayo de 1885, a los 65 años. Sin descendencia, la familia Manteli perdió la imprenta que había regentado a lo largo de tres generaciones.

## Obras
Fue autor de los siguientes escritos:
- Crónica de la erección de la Diócesis Vascongada, escrita por encargo de sus tres Provincias (1862)
- Erección de la diócesis vascongada. Relación de las funciones con que las tres provincias vascongadas celebraron la erección de su diócesis (1862)
- La Dama de Amboto. Leyenda escrita sobre tradiciones vascongadas (1869)
- Aránzazu. Leyenda escrita sobre tradiciones vascongadas (1872)
- Reseña histórica del antiguo Obispado alavense: y de las diligencias practicadas para su restauración o formación de la nueva sede vascongada, con Eustaquio Fernández de Navarrete[8]